# Falsistrellus petersi
Falsistrellus petersi és una espècie de ratpenat de la família dels vespertiliònids. Viu a Indonèsia, Malàisia i les Filipines. No es coneix amb certesa el seu hàbitat natural, tot i que se n'ha trobat exemplars a boscos montans. Es desconeix si hi ha cap amenaça significativa per a la supervivència d'aquesta espècie. El nom específic petersi és en honor del naturalista alemany Wilhelm Peters.